# Обертруппфюрер
Обертруппфюрер (нем. Obertruppführer) — звание в СА, которое существовало с 1932 по 1945 год. Эквивалентно званию штабсфельдфебеля в Вермахте.
Данное звание также использовалось и в СС в период с 1932 по 1934 год, а после Ночи длинных ножей было заменено на звание гауптшарфюрер.